# Jared Isaacman

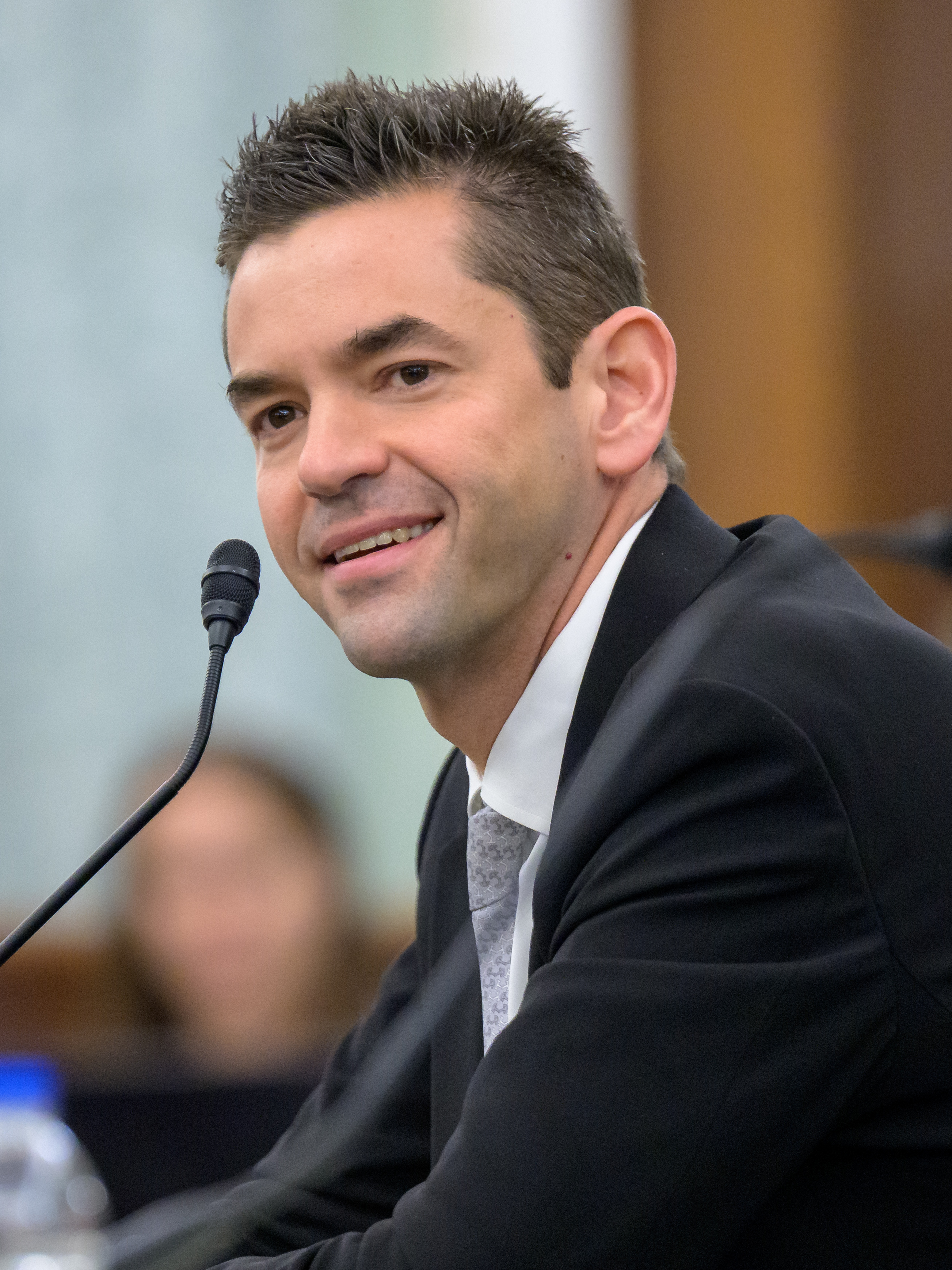
Jared Isaacman (2025)

Jared Isaacman (* 11. Februar 1983) ist ein US-amerikanischer Unternehmer, Pilot und Amateur-Astronaut. Er ist der Gründer von Draken International, einer privaten Luftflotte für Militärdienstleistungen, und Shift4 Payments, einem Zahlungsabwickler. Von Dezember 2024 bis Mai 2025 war er von Donald Trump als Administrator der NASA nominiert.

## Lebensweg

### Kindheit und Jugend
Jared Isaacman wurde im Februar 1983 als Sohn von Douglas und Sandra Isaacman in eine jüdische Familie geboren. Er besuchte die Ridge High School in Bernards Township, New Jersey bis zur 11. Klasse. Da er zu diesem Zeitpunkt seit zwei Jahren eine kleine Computerreparatur-Firma hatte, beschloss er, die Schule mit 16 Jahren abzubrechen. Im Jahr 2004 begann Isaacman, Flugstunden zu nehmen; 2009 stellte er einen neuen Weltrekord für die schnellste Weltumrundung auf. Im Februar 2021 hatte er nach eigenen Angaben über 6000 Stunden Flugerfahrung.

### Geschäfte
1999 gründete Isaacman das Zahlungsabwicklungsunternehmen United Bank Card, das später in Harbortouch umbenannt wurde, mit Sitz in Pennsylvania. Im Jahr 2015 war er weiterhin CEO, als sich sein Unternehmen „über ein Jahrzehnt als profitabel ausgezeichnet, in einem Jahr elf Milliarden US-Dollar Umsatz gemacht und 60.000 Kunden hatte.“ 2020 wurde das Unternehmen in Shift4 Payments umbenannt; Isaacman blieb CEO. Des Weiteren ist er der Gründer von Draken International, einem Unternehmen mit Sitz in Florida, das Piloten für die United States Armed Forces ausbildet. Der Konzern besitzt die weltweit größte private Kampfjetflotte.

### Raumfahrt

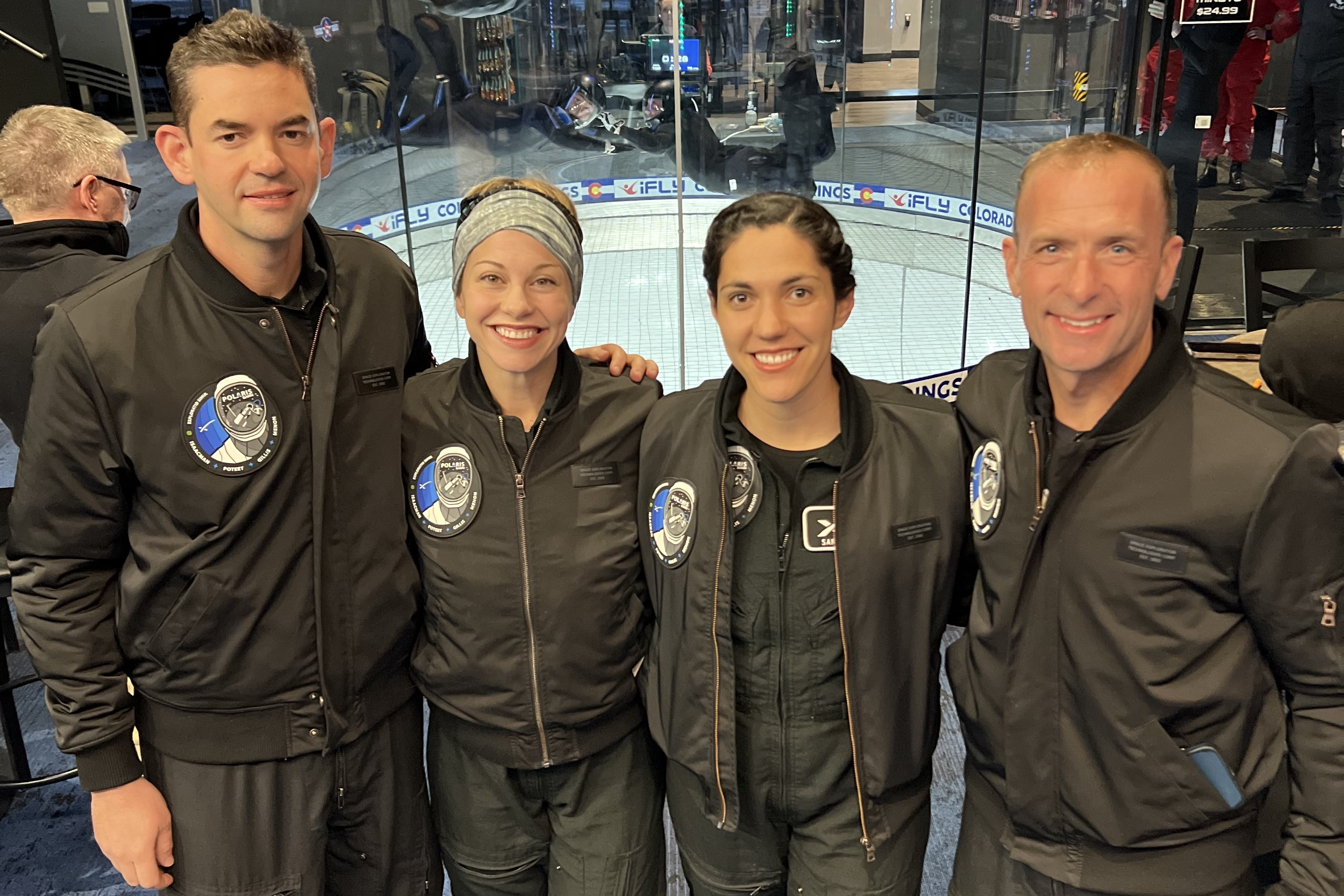
Isaacman (links) als Teil der Polaris-Dawn-Crew (2023)

Im Februar 2021 gab Isaacman bekannt, dass er der Kommandant des von ihm beauftragten und finanzierten Raumflugs Inspiration4 sein werde. Der Flug wurde von SpaceX mit einem Crew-Dragon-Raumschiff durchgeführt und begann am 16. September 2021. An Bord waren auch drei weitere, von Isaacman ausgewählte Personen. Am 18. September 2021 endete die Mission mit der Landung der Raumkapsel im Atlantik vor der Küste Floridas. Es war die erste bemannte Raumfahrtmission, an der nur Privatpersonen teilnahmen.
Isaacman gab bei SpaceX drei weitere Raumflüge in Auftrag, die ersten beiden mit einer Crew Dragon und einer mit einem Starship. Das Raumfahrtprogramm erhielt den Namen Polaris-Programm. Isaacman selbst möchte nach derzeitigem Stand (September 2024) alle Raumflüge als Kommandant anführen. Der erste Flug, Polaris Dawn, wurde zunächst für frühestens Herbst 2022 angekündigt und fand schließlich vom 10. bis zum 15. September 2024 statt. Isaacman unternahm dabei den ersten nicht-staatlichen Weltraumausstieg.

### Politik
Der designierte US-Präsident Donald Trump nominierte Isaacman im Dezember 2024 für das Amt des Administrators der NASA. 28 ehemalige NASA-Astronauten unterstützten die Nominierung in einem offenen Brief. Am 31. Mai 2025 – wenige Tage vor der geplanten, abschließenden Bestätigung der Nominierung durch den Senat – zog Trump diese wieder zurück.

## Privates
Isaacman ist verheiratet und hat zwei Töchter.  Er verfügt über ein Vermögen von über einer Milliarde US-Dollar und gilt als Vertrauter von Elon Musk.